# Fūzoku sanjūnisō
Fūzoku sanjūnisō (風俗三十二相, 32 aspects des coutumes des femmes) est une des séries d'estampes les plus célèbres du peintre japonais Tsukioka Yoshitoshi datant de 1888.
Liste des estampes[réf. nécessaire] :
- 9 - Amusée
- 10 - Féminine
- 15 - Au lever
- 18 - Indécise
- 20 - Se distrayant
- 26 - Adorable
- 27 - Dans le noir
- 28 - Dangereuse
- 29 - Timide

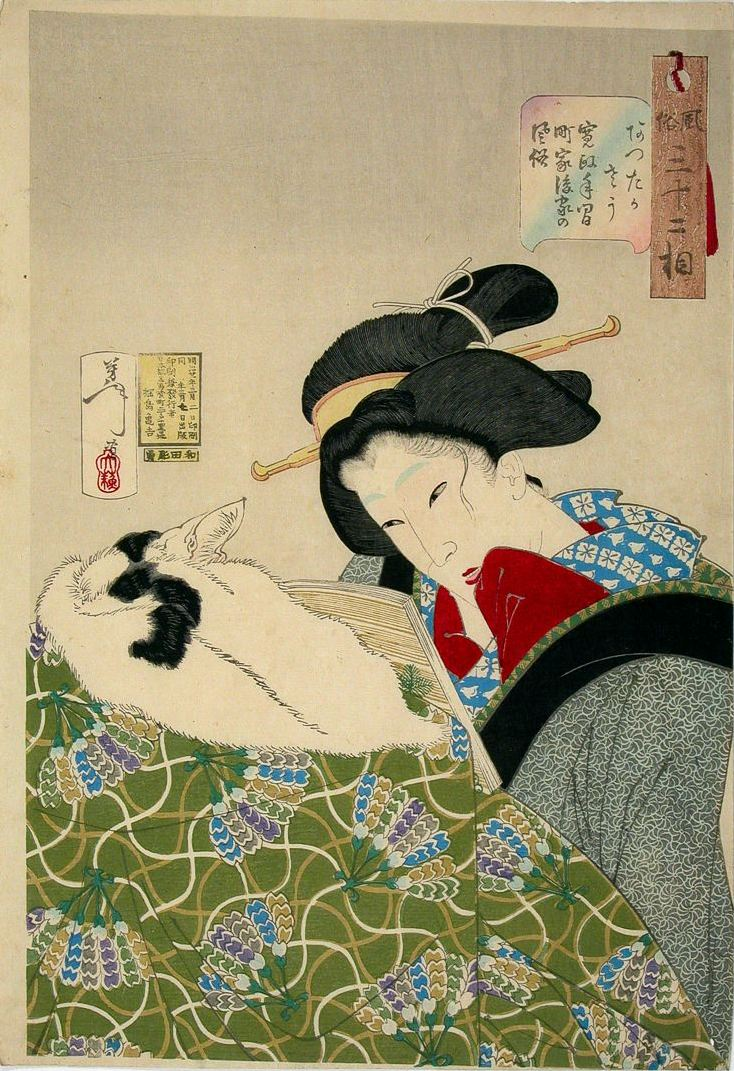
no 4
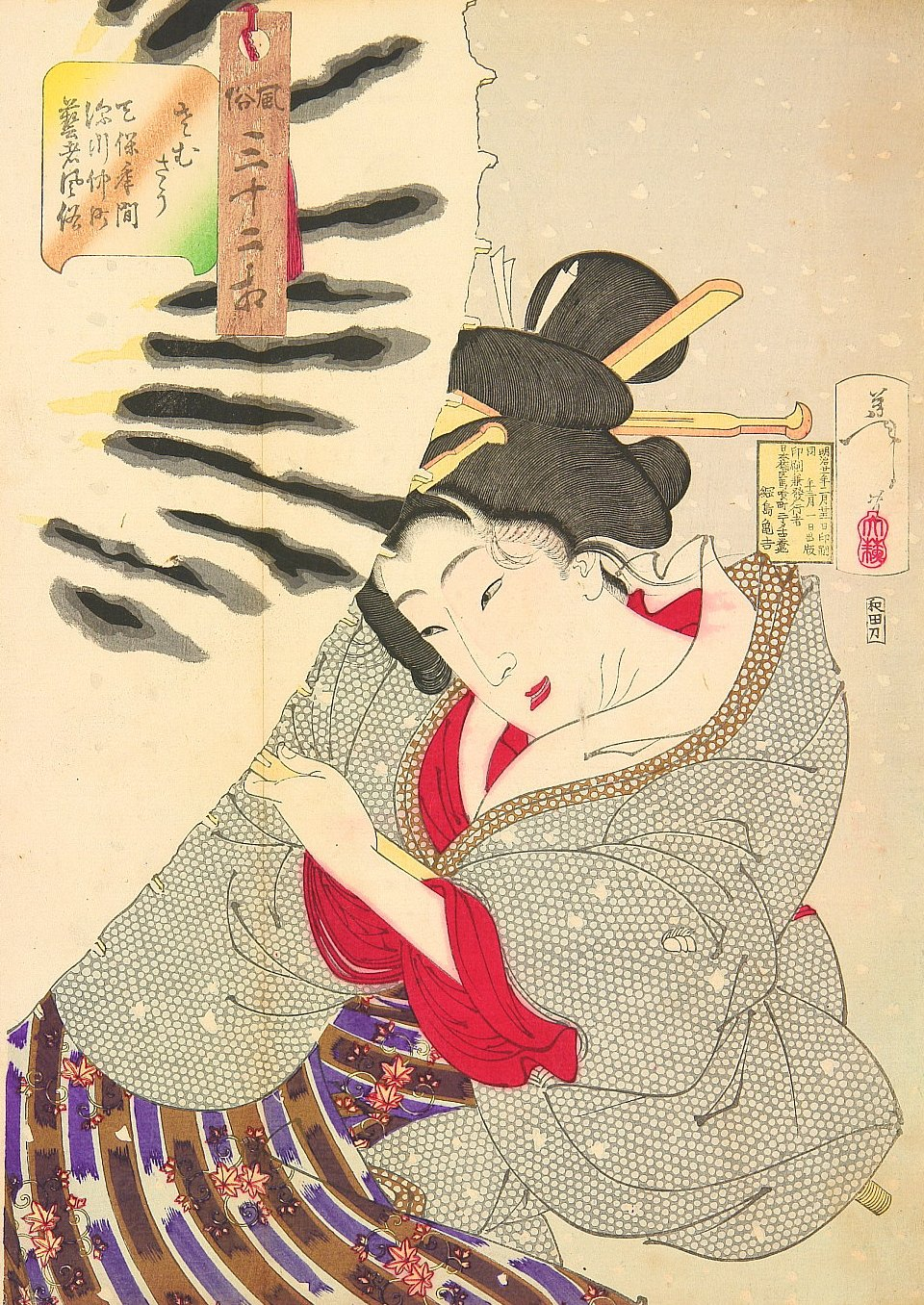
no 11
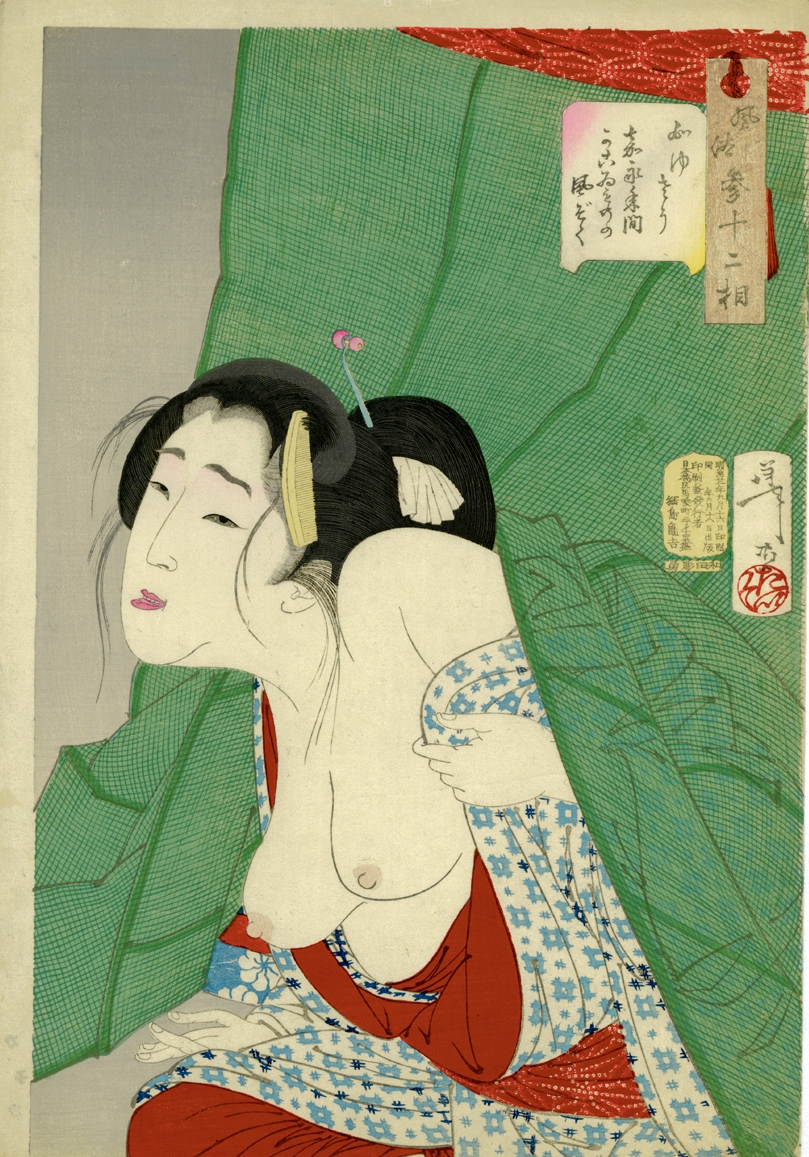
no 16
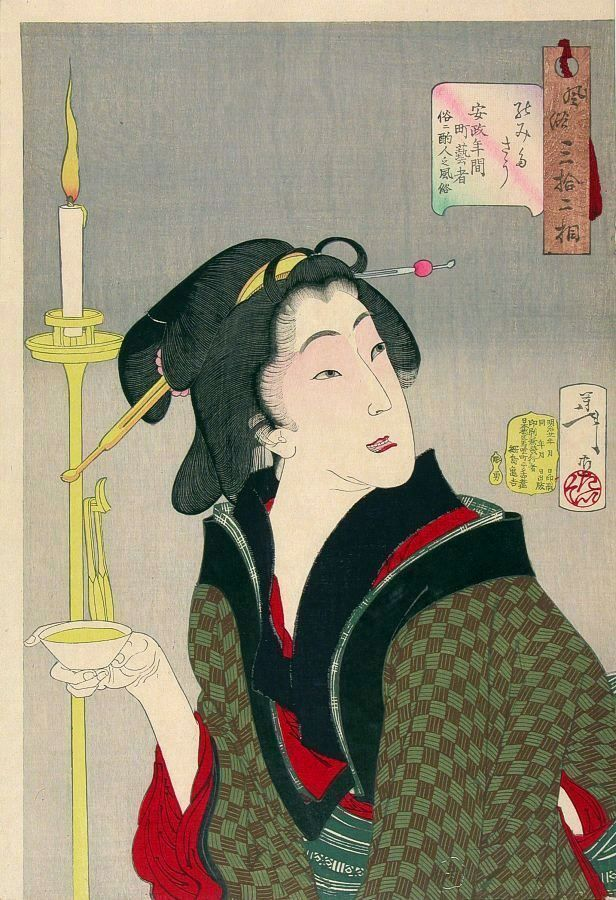
no 22
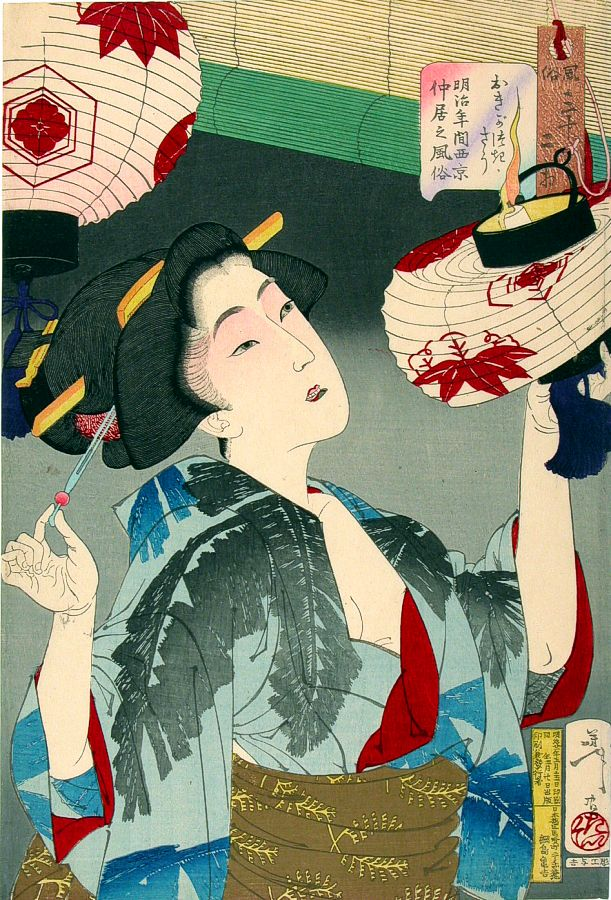
no 25